# (6048) 1991 UC1
(6048) 1991 UC1 es un asteroide perteneciente al cinturón de asteroides, región del sistema solar que se encuentra entre las órbitas de Marte y Júpiter, descubierto el 18 de octubre de 1991 por Seiji Ueda y el astrónomo Hiroshi Kaneda desde el Kushiro Marsh Observatory, Hokkaido, Japón.

## Designación y nombre
Designado provisionalmente como 1991 UC1. 

## Características orbitales
1991 UC1 está situado a una distancia media del Sol de 2,600 ua, pudiendo alejarse hasta 2,633 ua y acercarse hasta 2,567 ua. Su excentricidad es 0,012 y la inclinación orbital 7,075 grados. Emplea 1531,62 días en completar una órbita alrededor del Sol.

## Características físicas
La magnitud absoluta de 1991 UC1 es 13,1. Tiene 6,369 km de diámetro y su albedo se estima en 0,397. 